# فینال جام در جام اروپا ۱۹۶۶
فینال جام در جام اروپا ۱۹۶۶، رقابت پایانی جام در جام اروپا در سال ۱۹۶۶ میلادی است که مابین دو تیم باشگاه فوتبال بروسیا دورتموند و باشگاه فوتبال لیورپول برگزار شده‌است.
این مسابقه که در تاریخ ۵ مه ۱۹۶۶ انجام شده‌است با نتیجه ۲ بر ۱ به سود تیم باشگاه فوتبال بروسیا دورتموند به پایان رسید.